# Gibsonoma
Gibsonoma is een geslacht van vliesvleugeligen uit de familie van de Eurytomidae. De wetenschappelijke naam van dit geslacht werd voor het eerst geldig gepubliceerd in 1994 door T. C. Narendran.

## Soorten
Het geslacht Gibsonoma omvat de volgende soorten:
- Gibsonoma amborasahae (Risbec, 1952)
- Gibsonoma aphloiae (Risbec, 1952)
- Gibsonoma bararakae (Risbec, 1952)
- Gibsonoma budhai Narendran, 1994
- Gibsonoma eugeniae (Risbec, 1952)
- Gibsonoma mandrakae (Risbec, 1952)
- Gibsonoma pauliani (Risbec, 1952)
- Gibsonoma plectroniae (Risbec, 1952)
- Gibsonoma tavolae (Risbec, 1952)